# Erica revoluta
Erica revoluta är en ljungväxtart som först beskrevs av H. Bol., och fick sitt nu gällande namn av L.E. Davidson. Erica revoluta ingår i släktet klockljungssläktet, och familjen ljungväxter. Inga underarter finns listade i Catalogue of Life.